# John Winthrop (Astronom)

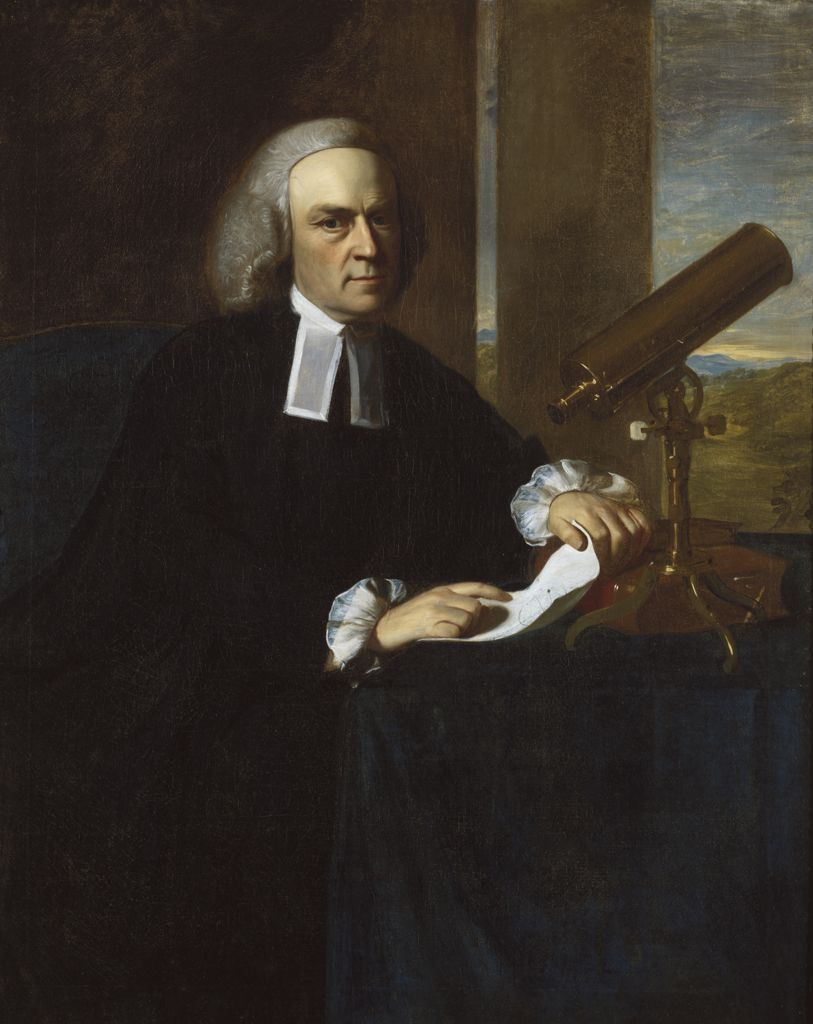
John Winthrop (Portrait von John Singleton Copley)

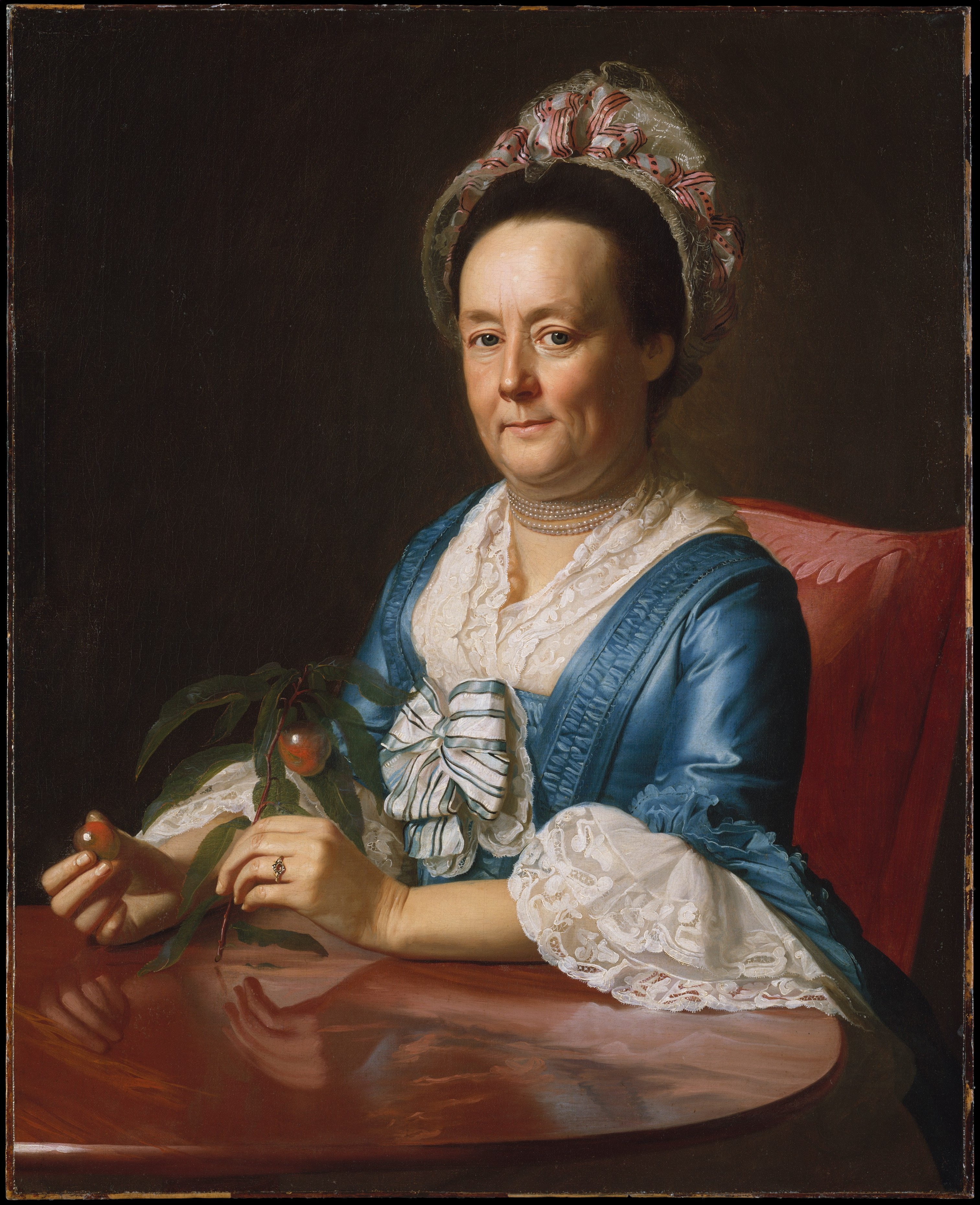
Hannah Fayerweather Tollman, 1727–1790 (Portrait von John Singleton Copley)

John Winthrop (* 19. Dezember 1714 in Boston; † 3. Mai 1779 in Cambridge (Massachusetts)) war ein US-amerikanischer Astronom, Mathematiker und Physiker.

## Leben
John Winthrop wurde am 19. Dezember 1714 in Boston, in der damaligen britischen Kronkolonie Massachusetts, als Sohn von Adam and Anne Wainwright Winthrop geboren. Er ist Ururenkel des zweiten Gouverneurs John Winthrop (1588–1649) der Massachusetts Bay Colony und Großneffe des Gouverneurs John Winthrop Jr. (1605–1676) der Connecticut Colony.
Mit vierzehn Jahren schloss Winthrop die Boston Latin School ab und ging dann an die Harvard-Universität, wo er 1732 graduierte und 1735 einen Master-Abschluss erlangte. Nach weiterem Selbststudium erhielt er 1738 eine Professor für Mathematik, Natur- und Experimentelle Philosophie, worunter man zu jener Zeit die von Newton und Galilei begründete Naturwissenschaft verstand. Diese nach ihrem Stifter Thomas Hollis (1659–1731)
benannte Hollis-Professur hatte er bis zu seinem Lebensende inne.
Winthrop besaß ein Teleskop und einen Quadranten für astronomische Beobachtungen, diverse Mikroskope und einige Instrumente zur Durchführung magnetischer und elektrischer Experimente.
Über seine ersten astronomischen Beobachtungen, Sonnenflecken aus dem Jahre 1739, gibt es nur handschriftliche Notizen, seine 1740 gemachten Beobachtungen eines Merkurtransits und einer Mondfinsternis wurden in den Philosophical Transactions of the Royal Society veröffentlicht. Winthrop verfolgte keine nächtlichen Beobachtungspläne, sondern konzentrierte sich neben seiner Arbeit an der Universität auf spezielle Ereignisse. Er beschäftigte sich unter anderem mit Kometen, Meteoren, dem Längengradproblem und mit Blitzen und ihre Beziehung zur Elektrizität, bei letzterem arbeitete er auch mit Benjamin Franklin zusammen. Ferner gilt er als Begründer der Meteorologie in Amerika, ab 1742 begann er mit systematischen Wetterbeobachtungen, die in der Rückschau zwar als fehlerhaft gelten, aber ab 1759 durch die Verwendung eines Fahrenheit-Thermometers deutlich bessere Qualität erreichten. Diese Arbeiten führte er bis 1763 aus, sie wurden dann von anderen mehr oder weniger lückenlos fortgeführt.
Winthrop gilt auch als erster Seismologe, denn zum Erdbeben in Neuengland vom 18. November 1755 verfasste er für die Royal Society einen Bericht, der eine naturwissenschaftliche Sicht auf das Phänomen einnahm, während viele Zeitgenossen darin noch den Zorn Gottes sahen. Er erkannte einen Zusammenhang mit von der Karibikinsel St. Martin stammenden Berichten über einen Tsunami und stellte Vergleiche zu Beschreibungen historischer Erdbeben in Amerika an. Er stellte die zu diesen Beben verfügbaren Wetterdaten zusammen, konnte daraus aber keine Schlüsse über mögliche Wettereinflüsse auf Erdbeben ziehen, sondern überließ das der Einschätzung der Royal Society. 
1759 hielt er Vorträge über die vorhergesagte Wiederkehr des Halleyschen Kometen und vertrat die auf Newtons Principia beruhende Kometentheorie.
Der Venustransit des Jahres 1761 war in der internationalen Astronomie von großem Interesse, weil man daraus durch präzise Beobachtungen die astronomische Einheit bestimmen konnte. Auch Winthrop beteiligte sich daran und organisierte eine Expedition nach Neufundland, wo auf einer geeigneten Anhöhe ein Zeltlager aufgeschlagen und die mitgebrachten Instrumente installiert wurden. Am frühen Morgen des 6. Juni 1761 konnte er die aufgehende Sonne mit der davor befindlichen Venusscheibe beobachten und daher die genauen Zeiten des sogenannten dritten und vierten Kontakts, das heißt der Momente, an denen die Venusscheibe wieder den Rand der Sonnenscheibe erreicht bzw. den Bereich der Sonnenscheibe vollständig verlassen hat, bestimmen. Er suchte auch nach einem möglichen Venusmond, konnte aber nur Sonnenflecken ausmachen.
Bereits acht Jahre später fand ein erneuter Venustransit statt, den Winthrop von Cambridge (Massachusetts) aus beobachtete. Diesmal konnte er zwar den Eintritt der Venusscheibe, das heißt den Beginn des Venustransits, beobachten, hatte aber im späteren Verlauf ungünstige Wetterbedingungen.
Winthrop hielt Sklaven. In einer von Harvard veröffentlichten Liste von Menschen, die Sklaven berühmter Harvard-Angehöriger waren, sind für die Jahre 1759 und 1761 Sklaven mit Namen George bzw. Scipio dokumentiert.
Er war zweimal verheiratet. Seine erste Frau Rebecca Townsend, die er 1746 heiratete und mit der er fünf Kinder hatte, starb 1753. Drei Jahre später heiratete er die Witwe Hannah Fayerweather Tollman, aus dieser Ehe gingen keine Kinder hervor. John Winthrop starb am 3. Mai 1779 im Alter von 64 Jahren und wurde auf dem King’s Chapel Burying Ground begraben.

## Schriften
- John Winthrop: A lecture on earthquakes. Edes & Gill, Boston 1755 (englisch, archive.org).
- John Winthrop: A letter to the publishers of the Boston gazette, &c. Containing an answer to the Rev. Mr. Prince's letter, inserted in said gazette. Boston 26. Januar 1756 (englisch, archive.org).
- John Winthrop: Relation of a voyage from Boston to Newfoundland, for the observation of the transit of Venus, June 6, 1761. Edes & Gill, Boston 1761 (englisch, archive.org).
- John Winthrop: Two lectures on the parallax and distance of the sun, as deducible from the transit of Venus. Read in Holdenchapel at Harvard-college in Cambridge, New England, in March 1769. Edes & Gill, Boston 1769 (englisch, archive.org).

## Ehrungen
- Am 20. Februar 1766 wurde John Winthrop zum Fellow der Royal Society gewählt.[9]
- Am 26. Januar 1768 wurde er zum Mitglied der American Philosophical Society gewählt.[2]
- 1771 verlieh die Universität Edinburgh ihm die Ehrendoktorwürde.[3]
- 1773 erhielt er auch die Ehrendoktorwürde der Harvard-Universität.[3]
- Im Jahre 1976 benannte die Internationale Astronomische Union den Mondkrater Winthrop offiziell nach John Winthrop.[10]